# سوزي هودج
سوزي هودج (بالإنجليزية: Susie Hodge)‏ هي كاتبة للأطفال وكاتِبة بريطانية، ولدت في 1960 في ساوثند أون سي في المملكة المتحدة.